# Silene rothmaleri
Silene rothmaleri là loài thực vật có hoa thuộc họ Cẩm chướng. Loài này được P.Silva miêu tả khoa học đầu tiên năm 1956.